# Un jour comme aujourd'hui
Ne pas confondre avec le film égyptien : Un jour comme aujourd'hui
Albums de Pascal Obispo
Plus que tout au monde
(1992) Superflu
(1996)
Singles
1. 69 %
Sortie : 1994
2. Où est l'élue ?
Sortie : 1994
3. Tombé pour elle (L'île aux oiseaux)
Sortie : 1995
4. Tu compliques tout
Sortie : 1995

Un jour comme aujourd'hui est un album de Pascal Obispo sorti le 7 octobre 1994 par Epic / Sony Music.
Deuxième album studio de sa discographie complète (soit sans celui sorti en 1990), il rencontre un grand succès, se vendant à plusieurs centaines de milliers d'exemplaires. 

Il aura cependant fallu attendre le troisième single extrait, Tombé pour Elle, pour que les ventes de ce disque décollent réellement ; en effet, les deux premiers titres extraits n'avaient pas rencontré le succès escompté (ne rentrant même pas dans le Top 50 français).

## Liste des chansons
| 1.    | Assassine                  | Pascal Obispo     | Pascal Obispo          | 4:16 |
| 2.    | Tu compliques tout         | Pascal Obispo     | Pascal Obispo          | 4:34 |
| 3.    | Où est l'élue ?            | Zazie             | Pascal Obispo          | 4:55 |
| 4.    | Ma consolation             | Pascal Obispo     | Pascal Obispo, Volodia | 4:28 |
| 5.    | Un jour comme aujourd'hui  | Didier Golemanas  | Pascal Obispo          | 5:12 |
| 6.    | Holidays                   | Jean-Loup Dabadie | Michel Polnareff       | 3:50 |
| 7.    | 69 %                       | Pascal Obispo     | Pascal Obispo          | 4:17 |
| 8.    | Tombé pour Elle            | Pascal Obispo     | Pascal Obispo          | 4:08 |
| 9.    | Chlore                     | Pascal Obispo     | Pascal Obispo          | 3:50 |
| 10.   | Est-ce que c'est l'amour ? | Didier Golemanas  | Pascal Obispo          | 4:12 |
| 11.   | Banquise                   | Pascal Obispo     | Pascal Obispo          | 4:18 |
| 48:00 |                            |                   |                        |      |

Réalisé par François Delabrière et Pascal Obispo.
De nouveaux collaborateurs dans cet album : Pierre Jaconelli, Laurent Vernerey.
Et toujours Zazie et Volodia (Richard Boukortt)...

## Titres hors album
- La clef (Pascal Obispo) ⇒ Single « 69 % »
- Je ne dors que d'un œil (Pascal Obispo / Volodia) ⇒ Single "Où est l'élue ?"
- Les larmes aux yeux (Pascal Obispo) ⇒ Uniquement disponible sur l'album promo et le CD Maxi promo cartonné.